# Comune di Give
Il comune di Give fino al 1º gennaio 2007 è stato un comune danese situato nella Contea di Vejle, il comune aveva una popolazione di 14 090 abitanti (2005) e una superficie di 403 km². Capoluogo era la cittadina di omonima.
Dal 1º gennaio 2007, con l'entrata in vigore della riforma amministrativa, il comune è stato soppresso e accorpato ai comuni di Børkop e Egtved, Jelling e Vejle per dare luogo al neo-costituito comune di Vejle compreso nella regione della Danimarca Meridionale (Syddanmark).